# Низельски, Ричард
Ричард Низельски (англ. Richard Nizielski; род. 27 июля 1968 года, в г. Ноттингем, графство Ноттингемшир, проживает в г.Брисбен, штат Квинсленд) — австралийский конькобежец, хоккеист, шорт-трекист английского происхождения; Чемпион мира 1991 года и бронзовый призёр Олимпийских игр 1994 года. Участвовал на Олимпийских играх 1992 и 1998 годов. Был знаменосцем на открытии Олимпийских игр в Нагано.

## Биография
Ричард родился в английском городе Ноттингем. В возрасте 2-х лет он начал кататься на коньках, следуя по стопам своих родителей Анны и Ежи, поляка по происхождению, которые были конькобежцами-любителями. В июне 1971 года вместе с семьёй Ричард эмигрировал в Австралию, отплыв из Саутгемптона, а 23 июня они прибыли в Перт и поселились в городе Мейлендс (Западная Австралия). В 1983 году его отец основал клуб конькобежцев на катке Mirrabooka, где Ричард начал соревноваться в шорт-треке. Тогда же он выиграл чемпионат Австралии среди юношей до 15 лет в Сиднее.

## 1983-1988 года
С 1983 года он также играл в местный хоккей среди юниоров. В 1984 году стал чемпионом Австралии среди юниоров по шорт-треку. И в 1983 и 84 годах Ричард был признан государственным институтом спорта - спортсменом года. В начале 1985 года он представлял свой штат по хоккею среди юниоров на национальном чемпионате, а также Австралию в Южной Корее на 2-м чемпионате Азии по океаническому хоккею среди юношей до 18 лет. В том же году впервые участвовал на национальном чемпионате по шорт-треку. В 1986 году представлял Австралию по шорт-треку в Новой Зеландии.
Также он играл за хоккейный клуб "Браун Трофи" в 1987/88 годах и за сборную до 21 года. Названный в 1988 году национальной командой всех звёзд хоккея он решил сосредоточиться на шорт-треке. 

## 1989-1991 года
В 1989 году Ричард присоединился к национальной сборной, где принял участие на чемпионате мира в Солихалле и занял там 49 место в общем зачёте. В 1990 году на чемпионате Австралии на 1000 метров занял 3-е место, а в общем зачёте 2-е. На очередном мировом первенстве в в Амстердаме он занял 11 место в общем зачёте. Будучи членом клуба конькобежцев Западного побережья в 1991 году  он выступил у себя дома на чемпионате мира в Сиднее и выиграл золото с эстафетной командой в составе Стивена Брэдбери, Эндрю Мерты и Кирана Хансена. Это была первая победа Австралии в зимних видах спорта. Сам Ричард на дистанции 1500 метров стал 5-м. 

## 1992-1994 года
В 1992 году на Олимпийских играх в Альбервилле Австралия считалась фаворитом, после чемпионского звания 1991 года, но в полуфинале произошло падение Ричарда и команда не вышла в финал, заняв лишь 7-е место. А на дистанции 1000 метров он занял 21 место. В 1993 году на национальном чемпионате установил рекорд Австралии на 500 метров. На зимних Олимпийских играх в Лиллехаммере Низельски с командой выиграли бронзовую медаль в эстафете, первую для Австралии. Он вспоминал - "На последней смене американец Зрик Флаим получил хороший толчок, он подскочил мне под ноги и притормозил меня, я подумал, что не хочу ввязываться с ним в драку и не хотел подводить команду, прекрасно осознавал, что в Альбервилле потерпел неудачу. Я просто хотел добраться до медали".
На дистанции 500 метров занял 10 место, на 1000 метров - 13-е. После игр на чемпионате мира в Гилдфорде в эстафете завоевал серебряную медаль. 

## 1995-1998 года
В период с 1993 по 1996 года четыре раза побеждал в личном зачёте на дистанции 500 метров на открытом чемпионате Голландии. В 1996 году на чемпионате мира в Гааге Низельски занял 15 место в общем зачёте и 4-е в эстафете. В 1998 году на Олимпийских играх в Нагано он выступал только в эстафете, где с командой занял 8-е место. После игр Ричард завершил карьеру спортсмена.

## После спорта
После ухода на пенсию Ричард работал в театре и на телевидении, получил квалификацию инструктора по гольфу, работал директором компании Golf Fit Solutions, писал о спорте в журналах. В 2009 году возглавил проект"10" для Австралии, по подготовке первой женской эстафетной команды в Австралии, с сентября 2018 года работал наставником и тренером по шорт-треку в сборной Австралии.

## награды
- 1983, 1984 года - признан спортсменом года государственным институтом спорта
- 1988 год - назван в составе национальной команды всех звёзд хоккея
- внесён в Западно-Австралийский музей [7]